# Bašovce
Bašovce (ungarisch Bassóc) ist eine Gemeinde im Westen der Slowakei mit 336 Einwohnern (Stand 31. Dezember 2024), die zum Okres Piešťany, einem Teil des Trnavský kraj gehört.

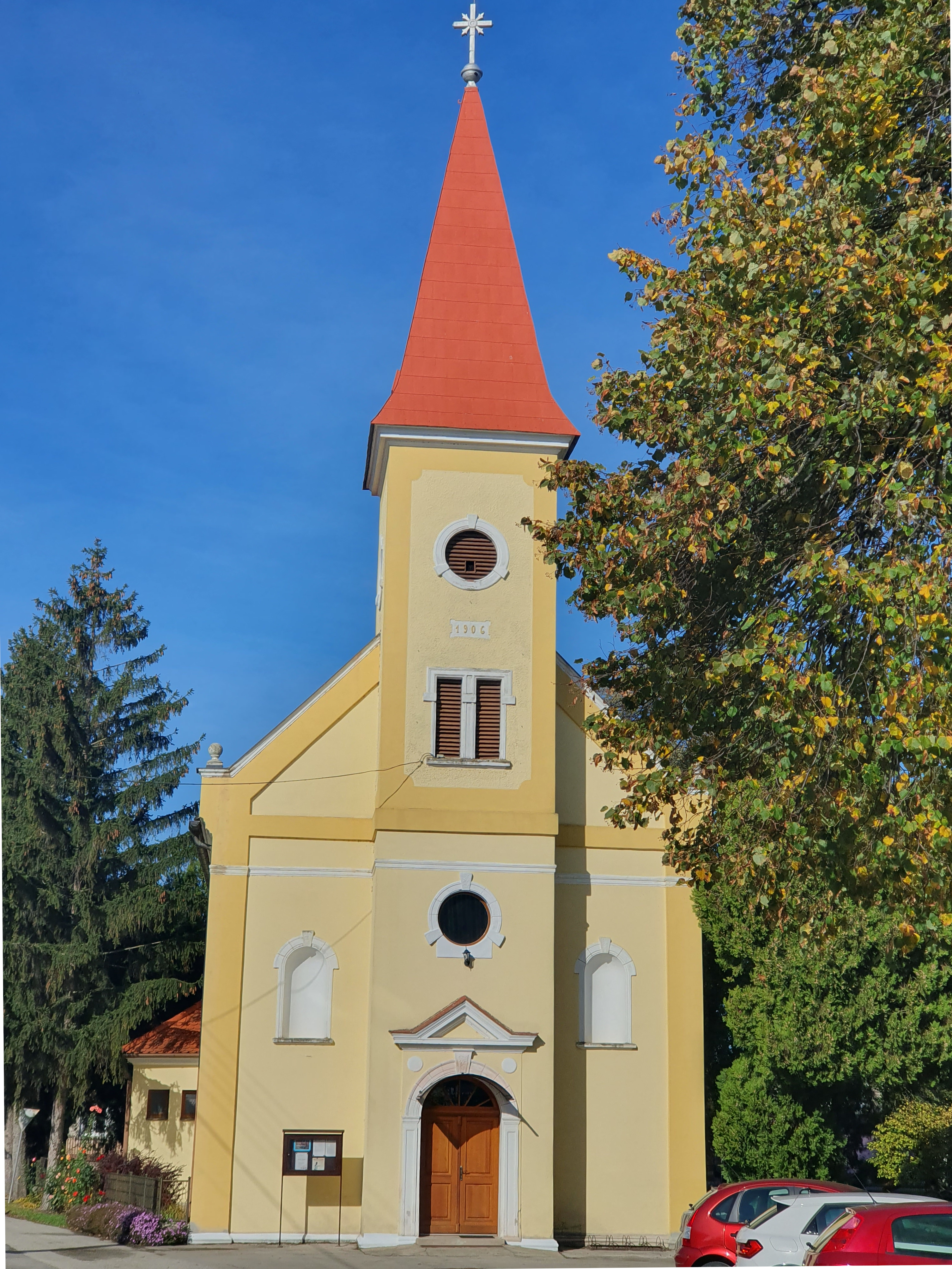
St. Maria Rosenkranzkirche

## Geographie
Die Gemeinde befindet sich im Hügelland Trnavská pahorkatina (Teil des slowakischen Donautieflands), auf einer Flurterrasse des Dudváh. Das Ortszentrum liegt auf einer Höhe von 165 m n.m. und ist acht Kilometer von Piešťany entfernt.

## Geschichte
Auf dem heutigen Gemeindegebiet befand sich in der Steinzeit (4600 v. Chr. bis 3800 v. Chr.) eine Siedlung (Bandkeramische Kultur). Eine slawische Siedlung befand sich hier im 9. Jahrhundert.
Der Ort wurde zum ersten Mal 1113 in den Zoborer Urkunden als Bessan schriftlich erwähnt. Ende des 14. Jahrhunderts gehörte Bašovce zum Herrschaftsgut der Burg Čachtice, nach 1414 zur Augustinerpropstei in der nahen Stadt Nové Mesto nad Váhom. 1828 sind 51 Häuser und 359 Einwohner verzeichnet. Haupteinnahmequelle war und ist Landwirtschaft, im späten Mittelalter war zudem Weinbau bedeutend.
Bis 1918 gehörte der im Komitat Neutra liegende Ort zum Königreich Ungarn und kam danach zur Tschechoslowakei bzw. heute Slowakei.
1976 wurde Bašovce zusammen mit dem Nachbarort Veľké Orvište in die Gemeinde Orvište fusioniert, die seinerseits 1980 in die Gemeinde Ostrov eingegliedert wurde. 1993 erhielt der Ort wieder Selbstständigkeit.

## Bevölkerung
| Jahr                | 1994 | 2004    | 2014    | 2024    |
| ------------------- | ---- | ------- | ------- | ------- |
| Anzahl der Personen | 365  | 348     | 346     | 336     |
| Unterschied         |      | −4,65 % | −0,57 % | −2,89 % |

| Jahr                | 2023 | 2024    |
| ------------------- | ---- | ------- |
| Anzahl der Personen | 331  | 336     |
| Unterschied         |      | +1,51 % |

Ergebnisse nach der Volkszählung 2001 (338 Einwohner):
| Nach Ethnie: - 99,70 % Slowaken - 0,30 % Tschechen | Nach Konfession: - 97,63 % römisch-katholisch - 0,89 % keine Angabe - 0,30 % konfessionslos - 0,30 % evangelisch |

## Bauwerke
- römisch-katholische Kirche Maria Rosenkranz aus dem Jahr 1906